# 第11號鋼琴奏鳴曲 (莫札特)

作品的开头部分

A大調第11號鋼琴奏鳴曲，目錄第331號，是沃尔夫冈·阿马德乌斯·莫扎特所作的三乐章钢琴奏鸣曲。这首奏鸣曲与第10和12号钢琴奏鸣曲（K. 330和K. 332）一起，于1784年由Artaria在维也纳出版。其具體創作時間有兩個說法：一是於1783年於維也納或薩爾茨堡創作；亦有另一個說法，是於1778年於法國巴黎時創作。
这首奏鸣曲的第三乐章尤为出名，经常被单独演奏，这一乐章标记为土耳其风格（Alla Turca），常被称作“土耳其进行曲”（Turkish March），是莫扎特最著名的钢琴作品之一。

## 结构
这首奏鸣曲由三个乐章组成：
1. 优雅的行板（Andante grazioso）
2. 小步舞曲（Menuetto）
3. 土耳其风格－小快板（Alla Turca - Allegretto）

由於三個樂章均以A音為主調，所以本曲屬單一主調樂曲（homotonal）。演奏整首曲子一般需要约20分钟。

### 第一乐章 优雅的行板
莫扎特违背了奏鸣曲的开头乐章是奏鸣曲式的快板乐章的惯例，这首曲子的第一乐章是变奏曲，它由一个主题和六个变奏组成。主题是一段西西里舞曲，A大調，分为两部分，每部分重复一次。

### 第二乐章 小步舞曲
第二乐章是小步舞曲，A大调。

### 第三乐章土耳其风格－小快板
第三乐章为回旋曲，莫扎特将其标记为土耳其风格（Alla Turca）。它模仿了在当时非常流行的奧斯曼军乐队的音乐。

此乐章中演奏者需要以一種稱為「土耳其式停頓」（Turkish stop）的彈奏手法，以營造具敲擊性的效果。莫扎特後來亦曾在歌劇《後宮誘逃》中使用這種曲調。

## 其他作品的改编及引用
不論在嚴肅音樂或流行音樂層面，均多次引用本曲。
- 德國作曲家馬克斯·雷格於1914年創作的管絃樂作品《莫扎特主题变奏及赋格曲》，採用了第一樂章的主題。[6]
- 香港流行歌手藍奕邦的快樂王子，引子及結尾部份亦用上了第一樂章的主題部份。
- 香港動畫《麥兜故事》插曲仲有最靚嘅豬腩肉則以第三樂章為主調。
- 香港無綫電視處境喜劇《同事三分親》的片頭曲亦以第三樂章主題作改編。
- 日本遊戲《命運石之門》的續作《命運石之門0》用上了第一樂章。
- 这首曲子也有大量的室内乐改编版，包括作曲家弗雷德里克·伯纳德（Frederic Bernard）为弦乐四重奏和吉他改编的第一乐章优雅的行板（Andante grazioso）。[7]

## 手稿的发现
2014年，匈牙利图书管理员Balázs Mikusi在布达佩斯国立塞切尼图书馆发现了四页这部奏鸣曲的原谱。在那之前，只知道仅有手稿的最后一页留存了下来。这四页的纸张和笔迹与在萨尔茨堡保存的乐谱最后一页相匹配。原始手稿与当今版本有许多不同之处，且接近于1784年出版的第一版。
2014年9月，重新发现的乐谱由科奇什·佐尔坦首次演奏。

## 外部連結
- 《莫札特第11號鋼琴奏鳴曲》：谱子和报道（德语），《莫扎特全集》
- 《莫札特第11號鋼琴奏鳴曲》：国际乐谱典藏计划上的乐谱